# Scardamia todillaria
Scardamia todillaria är en fjärilsart som beskrevs av Heinrich Benno Möschler 1882. Scardamia todillaria ingår i släktet Scardamia och familjen mätare. Inga underarter finns listade.